# Lijst van rijksmonumenten in Roosendaal (gemeente)
De gemeente Roosendaal telt 93 inschrijvingen in het rijksmonumentenregister. Hieronder een overzicht. 

## Heerle
De plaats Heerle telt 4 inschrijvingen in het rijksmonumentenregister.
| Object | Oorspronkelijke functie? | Bouwjaar                     | Architect                      | Locatie           | Coördinaten?                  | Nr.?   | Afbeelding |
| --- | ------------------------ | ---------------------------- | ------------------------------ | ----------------- | ----------------------------- | ------ | --- |
| H. Gertrudis | Kerk en kerkonderdeel    | 1864 (ingebruikname) en 1924 | J. van Mansveld en Paul Bellot | Herelsestraat 100 | 51° 31' 8" NB, 4° 21' 45" OL  | 517295 | Meer afbeeldingen |
| Burgemeesterswoning (Heerle): Woonhuis met bedrijfsgedeelte, van de burgemeester van het toen nog zelfstandige gemeente Wouw | Woonhuis                 | ca. 1915                     |                                | Herelsestraat 155 | 51° 31' 16" NB, 4° 21' 50" OL | 517287 | Burgemeesterswoning (Heerle): Woonhuis met bedrijfsgedeelte, van de burgemeester van het toen nog zelfstandige gemeente Wouw |
| Woonhuis, halfvrijstaand aan de doorgaande weg. Het huis heeft kenmerken van Eclecticisme                                    | Woonhuis                 | ca. 1890                     |                                | Herelsestraat 163 | 51° 31' 19" NB, 4° 21' 52" OL | 517288 | Woonhuis, halfvrijstaand aan de doorgaande weg. Het huis heeft kenmerken van Eclecticisme                                    |
| Landarbeidershuis met bedrijfsruimte                                                                                         | Woonhuis                 | 1875-1900                    |                                | Herelsestraat 198 | 51° 32' 4" NB, 4° 22' 32" OL  | 517289 | Meer afbeeldingen |

## Nispen
De plaats Nispen telt 1 inschrijving in het rijksmonumentenregister.
| Object           | Oorspronkelijke functie?  | Bouwjaar | Architect | Locatie            | Coördinaten?                 | Nr.?  | Afbeelding        |
| ---------------- | ------------------------- | -------- | --------- | ------------------ | ---------------------------- | ----- | ----------------- |
| Molen van Aerden | Industrie- en poldermolen | 1850     |           | Dorpsstraat bij 26 | 51° 29' 8" NB, 4° 27' 36" OL | 32716 | Meer afbeeldingen |

## Roosendaal
De plaats Roosendaal telt 55 inschrijvingen in het rijksmonumentenregister. Zie Lijst van rijksmonumenten in Roosendaal (plaats) voor een overzicht.

## Wouw
De plaats Wouw telt 13 inschrijvingen in het rijksmonumentenregister. Zie Lijst van rijksmonumenten in Wouw voor een overzicht.

## Wouwse Plantage
De plaats Wouwse Plantage telt 20 inschrijvingen in het rijksmonumentenregister. Zie Lijst van rijksmonumenten in Wouwse Plantage voor een overzicht.
's-Hertogenbosch ·
Alphen-Chaam ·
Altena ·
Asten ·
Baarle-Nassau ·
Bergeijk ·
Bergen op Zoom ·
Bernheze ·
Best ·
Bladel ·
Boekel ·
Boxtel ·
Breda ·
Cranendonck ·
Deurne ·
Dongen ·
Drimmelen ·
Eersel ·
Eindhoven ·
Etten-Leur ·
Geertruidenberg ·
Geldrop-Mierlo ·
Gemert-Bakel ·
Gilze en Rijen ·
Goirle ·
Halderberge ·
Heeze-Leende ·
Helmond ·
Heusden ·
Hilvarenbeek ·
Laarbeek ·
Land van Cuijk ·
Loon op Zand ·
Maashorst ·
Meierijstad ·
Moerdijk ·
Nuenen, Gerwen en Nederwetten ·
Oirschot ·
Oisterwijk ·
Oosterhout ·
Oss ·
Reusel-De Mierden ·
Roosendaal ·
Rucphen ·
Sint-Michielsgestel ·
Someren ·
Son en Breugel ·
Steenbergen ·
Tilburg ·
Valkenswaard ·
Veldhoven ·
Vught ·
Waalre ·
Waalwijk ·
Woensdrecht ·
Zundert